# Sofia di Prussia
Sofia di Prussia (Sophie Dorothea Ulrike Alice) (Potsdam, 14 giugno 1870 - Francoforte sul Meno, 13 gennaio 1932), fu una principessa tedesca e regina di Grecia, come consorte del re Costantino I.

## Biografia

### Giovinezza

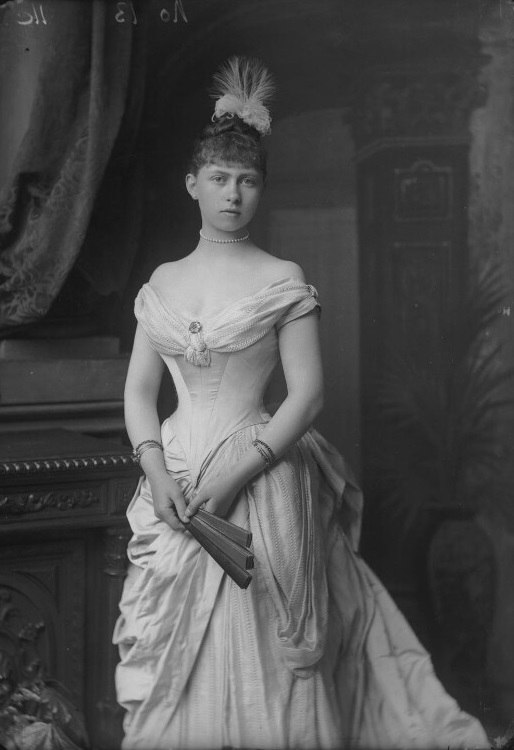
Sofia di Prussia nel 1887.

Sofia nacque il 14 giugno 1870 nel Neues Palais di Potsdam, figlia di Federico III di Germania e della moglie, Vittoria di Gran Bretagna; apparteneva alla dinastia degli Hohenzollern, discendendo anche dalle case reali del Hannover, Russia e Regno Unito, era infatti nipote della regina Vittoria. Aveva quattro fratelli, Guglielmo, Enrico, Sigismondo e Valdemaro, e tre sorelle, Carlotta, Vittoria e Margherita. In famiglia era chiamata "Sossy". La Principessa nacque in un periodo turbolento, poiché le relazioni franco-prussiane si erano inasprite per l'elezione al trono spagnolo, indetta dopo la deposizione di Isabella II di Spagna, così Napoleone III dichiarò Guerra alla Prussia il 19 luglio, il che creò un'atmosfera malinconica al battesimo della Principessa. Il conflitto durò solo pochi mesi ed al termine venne proclamato l'Impero tedesco ed il nonno Guglielmo I assunse il titolo imperiale .
La madre Vittoria desiderava che le figlie fossero più inclini a simpatizzare per l'Inghilterra piuttosto che per la Prussia, nonostante le obiezioni della famiglia reale prussiana e del Cancelliere tedesco, Otto von Bismarck. Fin da piccola, Sophie era nota per avere un aspetto regale. Le sue sorelle ricordano che avesse sempre una posa ed un portamento dignitoso. Perfino la sua balia disse con grande sicurezza che la Principessa sarebbe diventata un giorno una Regina. Sofia e le sue sorelle, Vittoria e Margherita, erano più vicine ai genitori rispetto ai loro tre fratelli maggiori, che si erano allontanati sempre di più a causa dell'influenza dei nonni, gli imperatori Guglielmo I ed Augusta. I genitori di Sofia avevano un modo di pensare più liberale e le loro differenze politiche avevano causato una frattura nella famiglia imperiale, che non venne poi mai sanata . Sophia si legò profondamente alla nonna materna, la regina Vittoria, fin da piccola, e trascorse lunghi periodi sotto la sua custodia. Sofia soggiornò spesso in Inghilterra per lunghi periodi, specialmente ad Osborne House, sull'Isola di Wight, dove le piaceva collezionare conchiglie con i suoi fratelli più grandi .

### Matrimonio

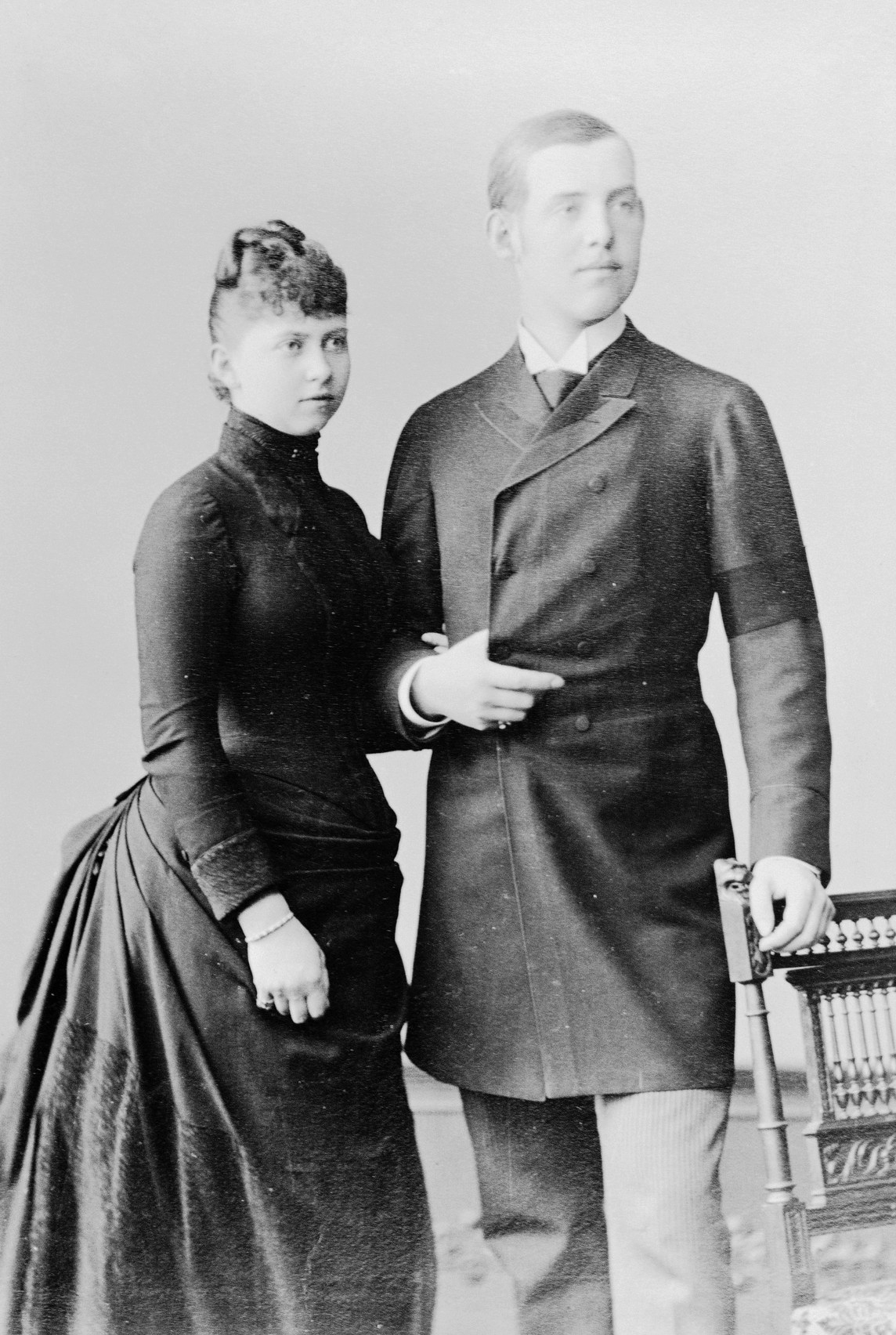
Costantino e Sofia di Grecia.

Nell'estate del 1887, in occasione del Giubileo d'oro della regina Vittoria, Sofia di Prussia incontrò il Principe ereditario di Grecia, Costantino, primogenito di Giorgio I degli Elleni e della regina Ol'ga Konstantinovna Romanova. La regina assistette al loro incontro e scrisse: "C'è una possibilità che Sofia sposerà Tino? Sarebbe molto carino per lei, perché è molto bravo ." La madre Vicky sperava anche che la figlia Sofia facesse un buon matrimonio, considerandola la più attraente tra le sue figlie. L'anno seguente, Tino, soprannome del principe greco, arrivò alla corte di Berlino come rappresentante della Grecia in occasione del funerale del Kaiser Guglielmo I, morto a marzo dello stesso anno. Il loro fidanzamento fu annunciato il 3 settembre 1888, tuttavia non fu accolto con favore dal fratello maggiore di Sofia, Guglielmo II e dalla moglie Augusta, che era salito al trono imperiale a seguito della morte del padre Federico. La regina Olga di Grecia si opponeva alla fede luterana della principessa Sofia . 

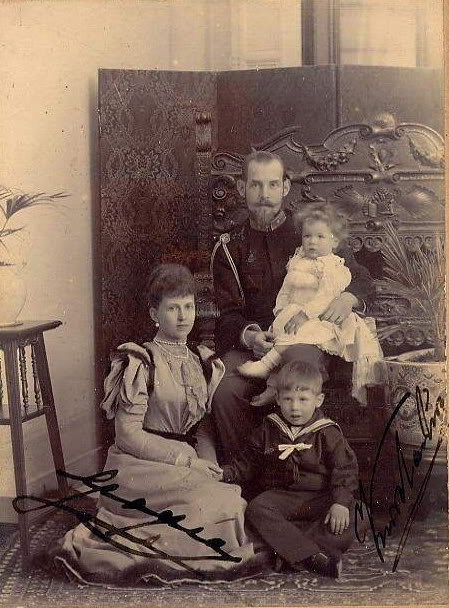
Sofia e la sua famiglia.

Il matrimonio dei due fu organizzato per essere celebrato ad Atene nell'ottobre 1889 , ma sua madre temeva già la perdita della figlia poiché gli ultimi mesi erano stati dolorosi; Federico III restò sul trono imperiale solo per 99 giorni, prima di morire di cancro alla gola, il 15 giugno 1888. Dopo la morte del marito, l'imperatrice Vittoria fu trattata in modo abominevole dal figlio Guglielmo, che disapprovava le sue idee liberali e la sua posizione filo-inglese . Sofia e Costantino si sposarono ad Atene il 27 ottobre 1889 in due diverse cerimonie religiose, una protestante ed una greco-ortodossa. L'evento fu accolto calorosamente dal popolo greco, anche se il resto d'Europa era diffidente .                                Dall'unione nacquero sei figli:
- Giorgio (1890 - 1947)
- Alessandro (1893 - 1920)
- Elena (1896 -1982)
- Paolo (1901 - 1964)
- Irene (1904 - 1974)
- Caterina (1913 - 2007)

La coppia in privato parlava in inglese, lingua con cui comunicavano anche con i propri figli che crebbero in un'atmosfera amorevole, tra tutori e bambinaie britanniche. Come sua madre, Sofia inculcò ai suoi figli l'amore e la vicinanza al Regno Unito e per diverse settimane ogni anno, la famiglia trascorreva del tempo in Gran Bretagna, dove visitarono le spiagge di Seaford e Eastbourne. Le vacanze estive della famiglie venivano svolte nel Castello di Friedrichshof, in Germania, ma anche a Corfù ed a Venezia, dove la famiglia reale greca si recava a bordo dello yacht Anfitrite.

### Duchessa di Sparta

#### Ambientazione in Grecia

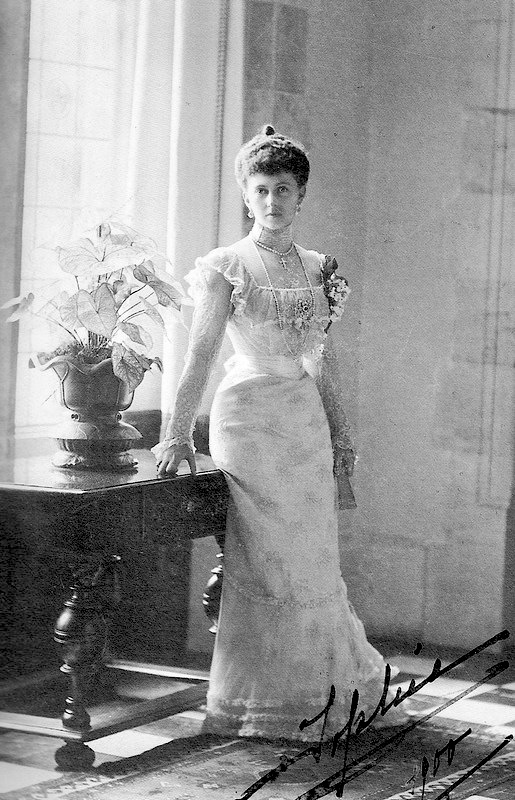
Sofia, duchessa di Sparta.

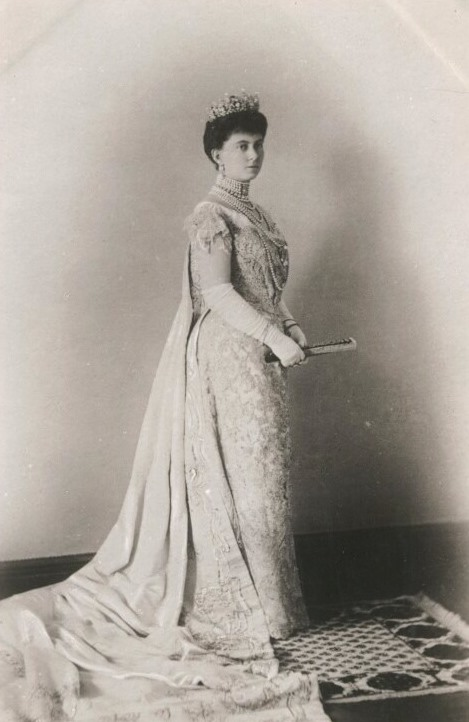
Sofia di Grecia, nel 1903.

Con il matrimonio, Sofia assunse il titolo di Duchessa di Sparta, l'equivalente di Principessa ereditaria di Grecia. Sofia e Costantino si stabilirono in una piccola villa in stile francese in Kifisias Avenue, fino al completamento del Palazzo Diadochos, oggi Palazzo presidenziale, dono del Governo greco. La coppia ordinò anche la costruzione di un'altra residenza nella tenuta reale di Tatoi, dopo che re Giorgio I rifiutò che si svolgessero lavori nel Palazzo reale, oggi sede del Parlamento. Ad Atene ,Costantino e sua moglie vivevano una vita relativamente semplice molto lontana dal protocollo di altre corti europee . La corte greca era molto più tranquilla di quella tedesca, Sofia tuttavia si mise ad imparare ed a parlare la lingua greca, concentrandosi sull'arredamento della sua residenza. Dopo la nascita di suo figlio, Giorgio, la Principessa decise di convertirsi alla fede greco-ortodossa, cosa che rallegrò la famiglia reale greca; sfortunatamente la notizia fece infuriare il fratello Guglielmo e la cognata Augusta. Il Kaiser si rifiutò di ascoltare la sorella quando cercò di spiegare la sua decisione di convertirsi e le fu inoltre proibito di tornare in Germania per tre anni. Sophia si convertì ufficialmente il 2 maggio 1891 . Mano mano che la sua famiglia cresceva, la Duchessa di Sparta era anche impegnata con le sue numerose organizzazioni di beneficenza, che comprendevano istruzione e sviluppo di ospedali e orfanotrofi, sebbene avesse un interesse particolare per il benessere delle donne greche. Il panorama politico in Grecia era così turbolento che portò a frequenti conflitti con l'Impero ottomano, guerra greco-turca scoppiata nel 1897, quindi la Principessa lavorò con la Croce Rossa greca per aiutare i soldati feriti. La Duchessa fondò numerosi ospedali da campo, composto da infermiere inglesi che aiutavano a formare giovani donne volontarie, mentre lei stessa si prendeva cura attivamente dei feriti. Sofia ed altre principesse della casa reale furono insignite della Croce Rossa Reale dalla Regina Vittoria nel dicembre 1897, in segno di apprezzamento per il loro lavoro disinteressato .

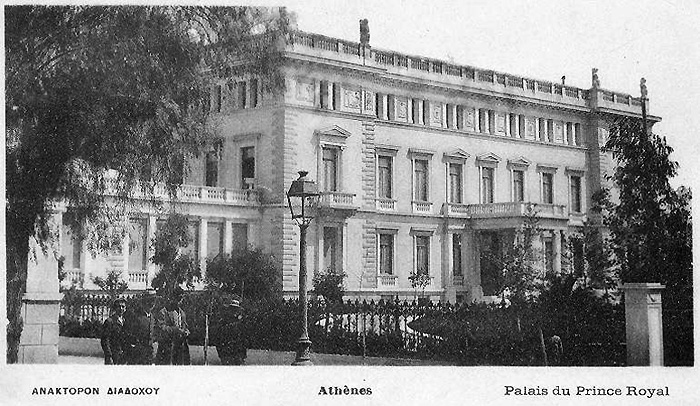
Residenza reale di Costantino e di Sofia, dal 1888 al 1909.

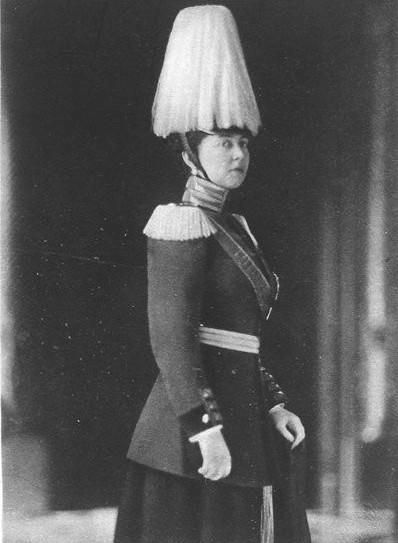
Sofia in uniforme militare.

Insieme alla suocera, la regina Olga, Sofia frequentò le lezioni organizzate dall'Unione delle donne greche, sotto la guida della dottoressa Kalopothates, donna americana che si era formata principalmente a Parigi. Entrambe le donne reali impararono l'anatomia del corpo umano, come realizzare bende e l'igiene di base. Parteciparono anche agli esami finali e furono le prime a essere chiamate. Una compagna di classe, Harriet Boyd, disse che fu "un'esperienza snervante". Dopo gli esami finali, non ci volle molto perché Sophie si dedicasse ai doveri infermieristici, all'amministrazione dell'assistenza infermieristica e alla raccolta di fondi per le forniture . Il coinvolgimento di Sofia e di sua suocera nell'aiutare le vittime dei combattimenti (di origine greca o turca) fu così attiva da suscitare ammirazione nelle altre corti europee. Sfortunatamente per la principessa ereditaria, il suo aiuto per i soldati feriti fu meno apprezzato in Grecia, dove la popolazione accusava la famiglia reale, e specialmente Costantino, per la sconfitta contro gli Ottomani . Nel 1901 la madre Vicky e la nonna, la regina Vittoria, morirono: molto colpita dalla morte della nonna, Sofia si recò nel Regno Unito per i suoi funerali e partecipò ad una cerimonia religiosa in suo onore ad Atene, assieme al resto della famiglia reale greca. Pochi mesi dopo, nell'estate del 1901, Sofia andò a Friedrichshof a prendersi cura di sua madre. Assisti al capezzale assieme alle sorelle Vittoria e Margherita .

#### Golpe di Goudì

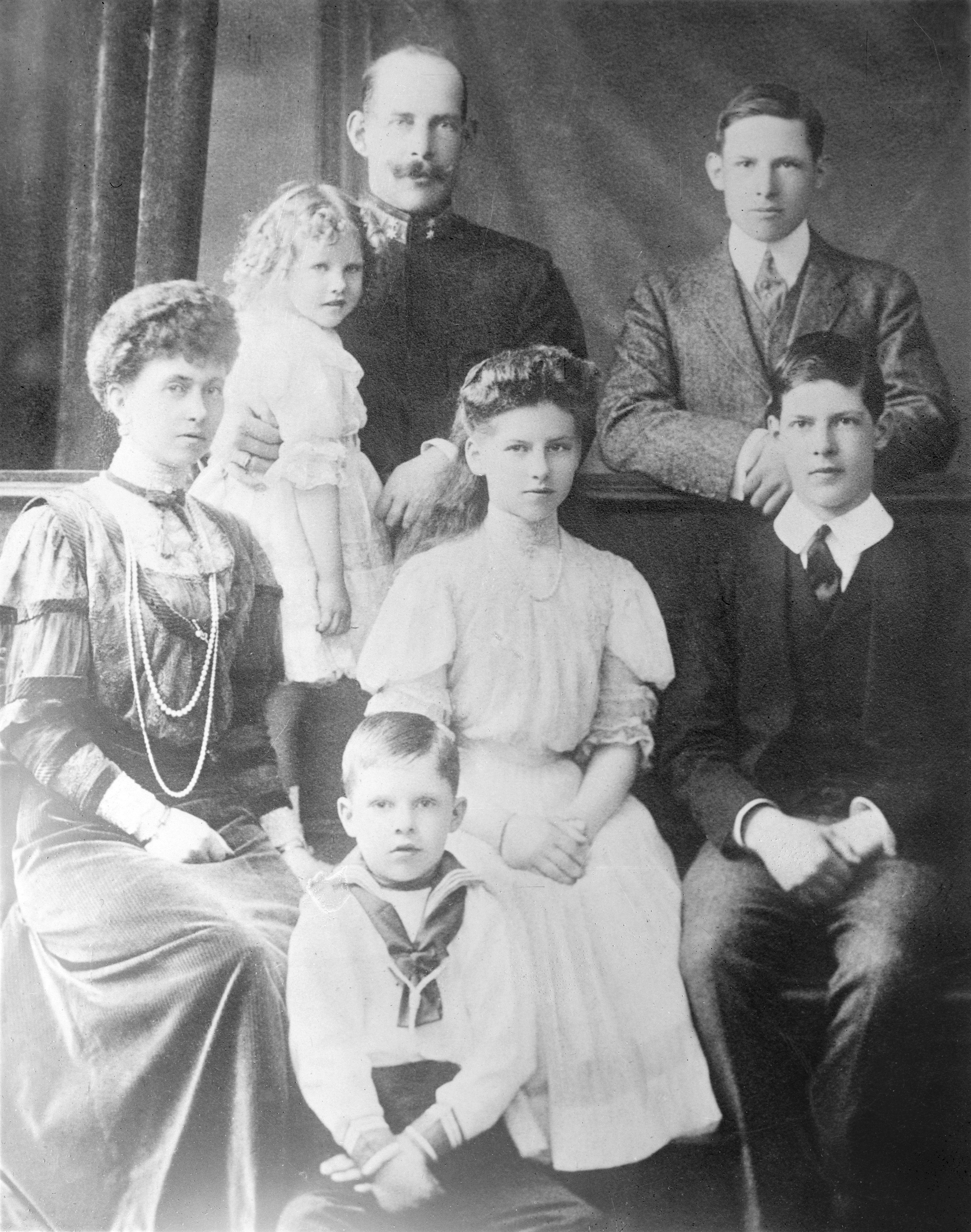
La famiglia dei Duchi di Sparta.

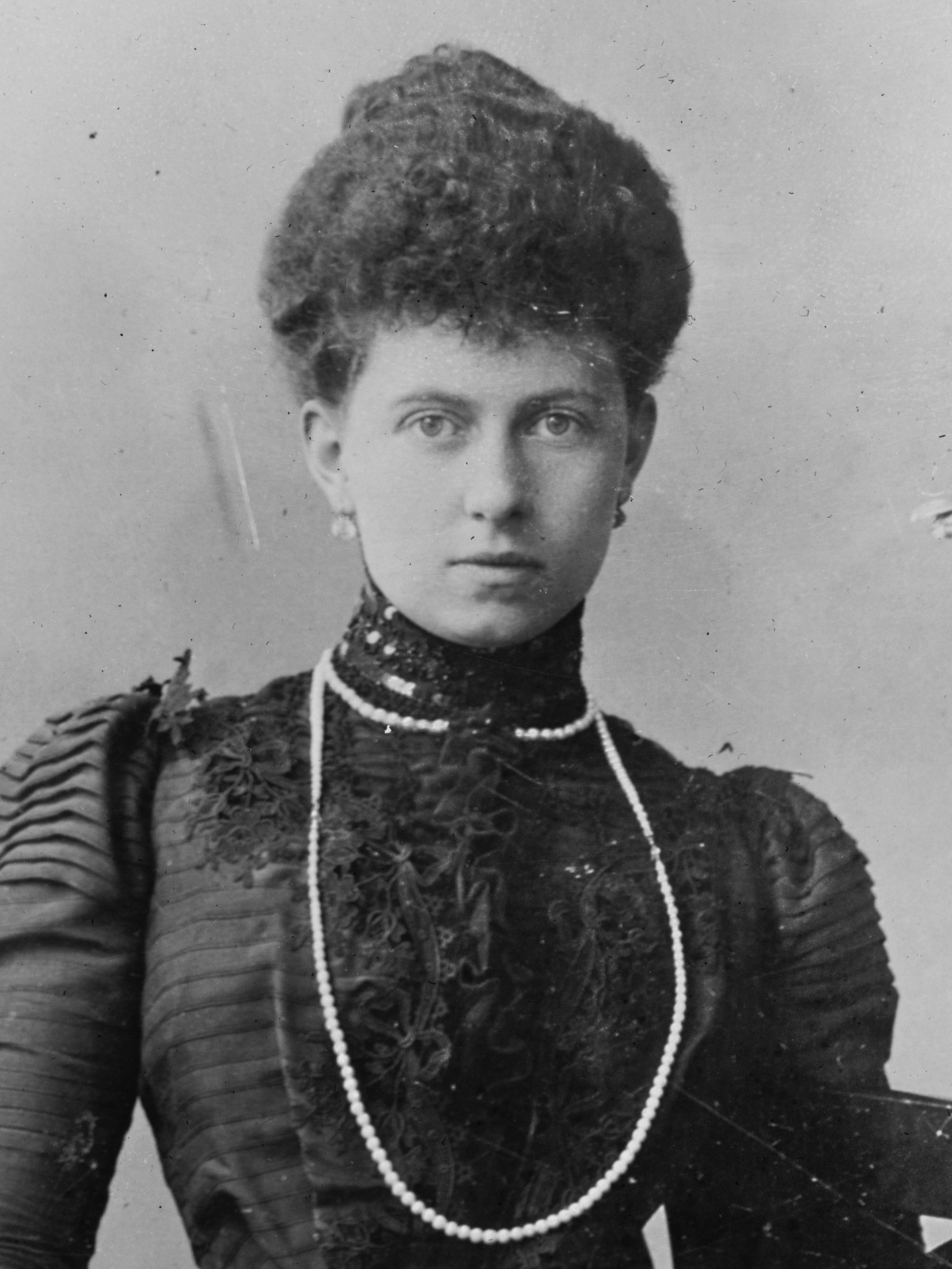
Sofia di Grecia, nel 1913.

Indipendentemente dal coinvolgimento della Regina e della Duchessa di Sparta nella cura dei soldati greci e persino dei turchi malati e feriti, la reputazione della Casa reale greca stava diminuendo a causa della perdita del conflitto. Il Principe Costantino inoltre fu reputato come uno dei più responsabili della sconfitta bellica, in particolare per le sue scarse doti di comandante militare. Nel 1898 il re Giorgio I subì un attentato, al quale scampò ed in seguito all'evento, la popolarità del monarca sembrò aumentare. Il paese era in un costante stato di instabilità politica ed economica. Nel 1909 ci fu una rottura all'interno del popolo greco; elevata disoccupazione, scarsità di denaro e l'aumento di tasse provocarono una grande rabbia nei confronti dei reali. Non solo il popolo si rivoltò, ma anche gli alti funzionari militari che volevano il licenziamento da ogni tipo di posizione militare dei principi reali, in particolare dell'erede al trono, Costantino. Il 15 agosto 1909 un gruppo di ufficiali si riunì nella "Lega militare" e organizzò il cosiddetto Golpe di Goudi; pur dichiarandosi monarchici, i membri della lega, guidati da Nikolaos Zorbas, chiesero così, tra le altre cose, che il sovrano espellesse suo figlio dall'esercito . 
Costantino, Sofia ed i figli scelsero di lasciare la Grecia e si recarono in Germania, al Castello di Friedrichshof. Nel frattempo, ad Atene, iniziarono le discussioni sull'abolire la monarchia, per fondare al posto una repubblica o sostituire il sovrano con un altro principe reale. Quando Eleutherios Venizelos divenne Primo Ministro greco nel marzo 1910, alla famiglia reale fu permesso di riprendere i propri incarichi militari. Sofia e Costantino ritornarono in Grecia ed il Principe riassunse la posizione di Capo di Stato Maggiore che aveva assunto nel 1899. Sofia rimase comunque sospettosa nei confronti di Venizelos e accusò il suocero di essere debole perché non si opponeva al governo .

#### Guerre balcaniche

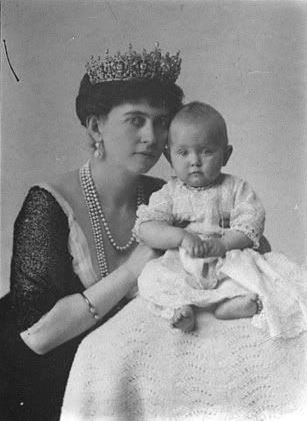
Sofia e la figlia Caterina.

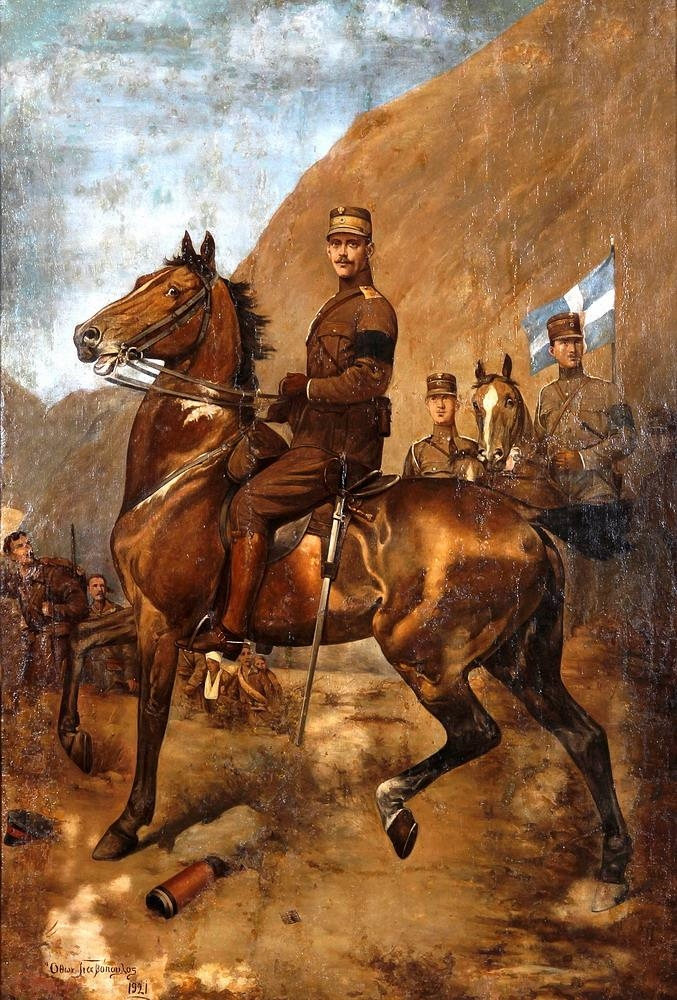
Costantino di Grecia a cavallo.

Nel 1912 scoppiò la Prima guerra balcanica, un conflitto Il conflitto combattuto tra Grecia, Bulgaria, Serbia e Montenegro, uniti nella Lega Balcanica, contro l'Impero ottomano; Sofia riprese le sue attività infermieristiche, spostandosi da un ospedale all'altro, curando malati e feriti. In questo periodo Costantino e Sofia attraversarono un periodo difficile: come suo padre, Costantino aveva un occhio di riguardo per le donne attraenti, ebbe infatti una relazione con la contessa Paola von Ostheim, nata Wanda Paola Lottero, un'attrice italiana di teatro che aveva da poco divorziato dal principe Ermanno di Sassonia-Weimar-Eisenach. Questa relazione durò fino alla morte di Costantino . Si vociferava anche che il Principe ereditario avesse avuto relazioni con molte donne. Come la maggior parte delle donne del suo status sociale, Sofia guardò dall'altra parte, anche se quando nacque l'ultima figlia Caterina, il 4 maggio 1913, si vociferò, a causa dello stato precario del matrimonio dei principi, che la bambina fosse il risultato di un tradimento. Mentre Costantino e i suoi fratelli assunsero il comando delle truppe greche, la regina Ol'ga, Sofia e le sue cognate Maria Bonaparte, Elena di Russia e Alice di Battenberg si occuparono dell'aiuto ai soldati feriti e ai rifugiati. In un mese, le principesse raccolsero 80 000 indumenti per i militari e riunirono intorno a loro medici, infermieri e attrezzature mediche. Insieme alla regina Ol'ga creò nuovi ospedali ad Atene e al fronte . Molto attive, le principesse andarono anche sui luoghi delle operazioni militari. 
La regina Olga e la duchessa Sofia visitarono Larissa ed Elassona , mentre la principessa Alice fece lunghi soggiorni in Epiro e in Macedonia. Nel frattempo, Elena diresse un convoglio di ambulanze e Maria allestì una nave ospedale che andava da Salonicco alla capitale. Il conflitto si concluse in pochi giorni, ma la vittoria fu presto rovinata da discussioni tra i paesi alleati riguardanti la divisione dei territori. Re Giorgio si trasferì in Macedonia l'8 dicembre 1912 per affermare la sovranità greca, ma il 18 marzo 1913 fu assassinato da un anarchico greco .

### Regina di Grecia

#### Ascesa al trono e Grande Guerra

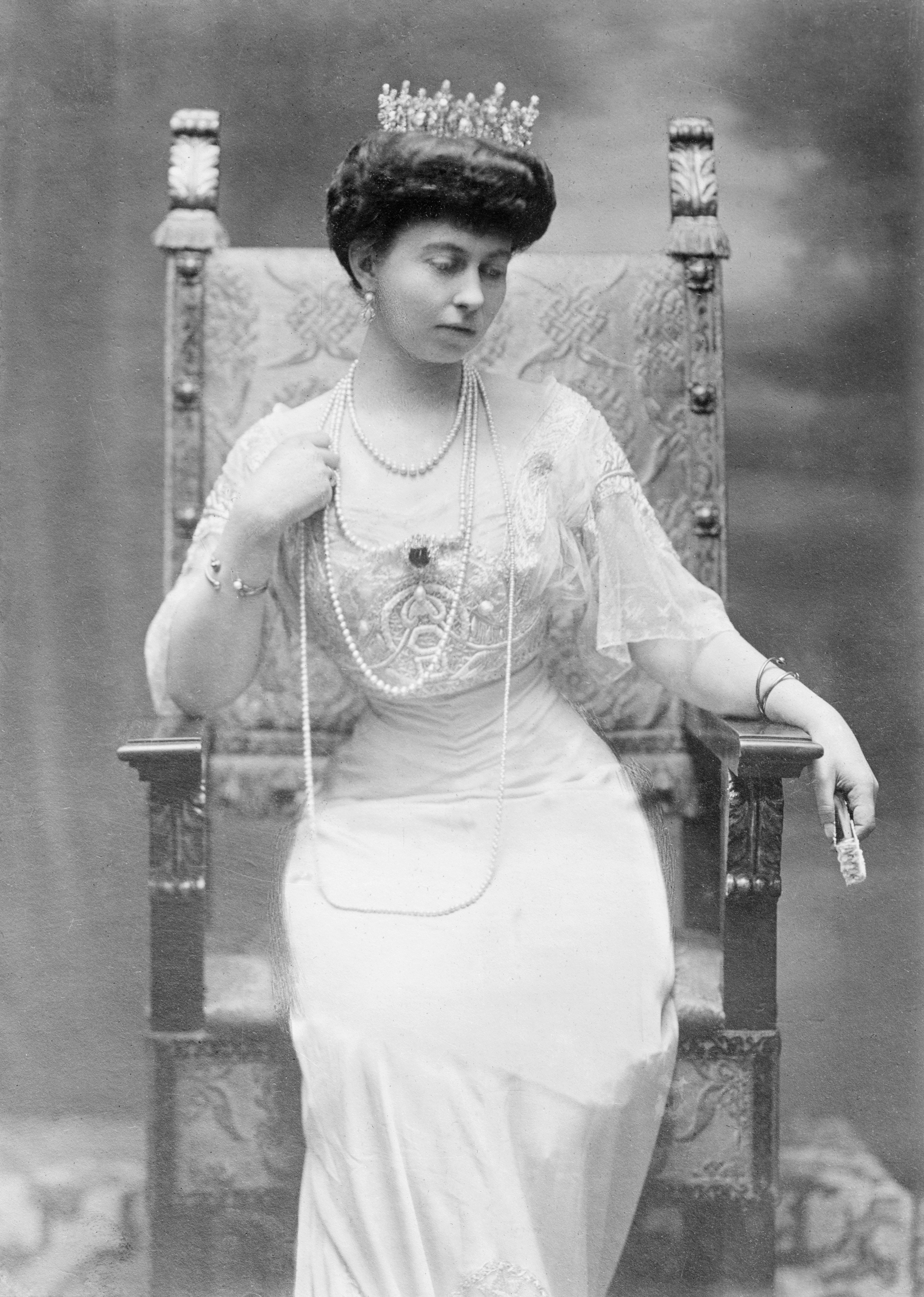
Sofia, regina di Grecia, nel 1913.

Il 18 marzo 1913 Giorgio I fu assassinato e così il primogenito ascese al trono come Costantino I, re degli Elleni e Sofia divenne la nuova Regina consorte. Il primo compito come sovrana fu quello di dare la terribile notizia della morte del suocero Giorgio I alla suocera, che la accolse con stoicismo. La famiglia reale greca si recò in massa in Macedonia per visitare la scena dell'omicidio e riportare il corpo del re ucciso ad Atene. Dopo l'ascesa al trono, i due sovrani continuarono a vivere lo stile di vita semplice che avevano mantenuto in precedenza . Nel giugno 1913 scoppiò la Seconda guerra balcanica, scoppiata a causa delle pretese della Bulgaria sulla Macedonia; Grecia, Serbia, Montenegro, Romania e Turchia si schierarono contro la nazione bulgara la quale perse. A seguito delle Guerre Balcaniche, la Grecia si ingrandì territorialmente, di conseguenza aumentarono anche la popolarità del re Costantino e della regina Sofia .

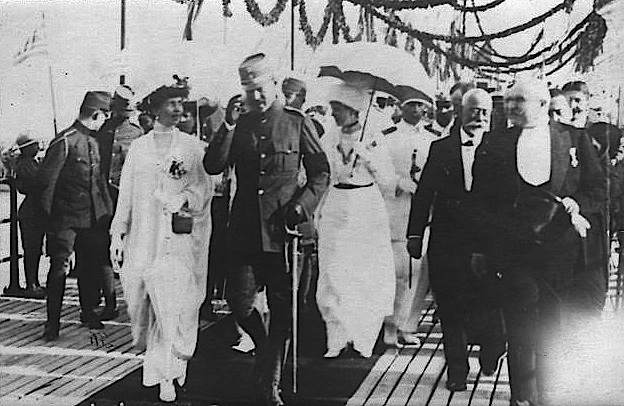
Costantino e Sofia di Grecia.

Con lo scoppio della Prima guerra mondiale, la Grecia si dichiarò neutrale: il paese era infatti diviso poiché il Re era a favore degli Imperi Centrali, dal momento che Sofia era nata principessa tedesca e che aveva trascorso molto tempo alla corte degli Hohenzollern, oltre al fatto che frequentò alcune Accademie militari prussiane. Tuttavia la maggior parte della nazione non fu soddisfatta di questa decisione, la neutralità, e Venizelos fu costretto a dimettersi quando tentò di far entrare la Grecia in guerra a fianco dell'Intesa, senza il consenso del sovrano e del governo. Le origini prussiane di Sofia destarono sospetto per la Regina, soprattutto perché era ancora in stretto contatto con la sua famiglia. Iniziarono a diffondersi pettegolezzi maligni, ma a Sofia non importava del popolo greco nonostante tutto il suo lavoro di beneficenza. Dopo la guarigione di Costantino, ammalato gravemente a causa della crisi nazionale, Venizelos reclamò il suo posto di Primo Ministro dopo aver vinto le elezioni e fece di nuovo pressione sul Re affinché si unisse allo sforzo bellico. Costantino I rifiutò ma accettò di mobilitare le truppe come misura puramente difensiva. Il rapporto tra il sovrano e Venizelos continuò a essere teso. Il sovrano convocò le elezioni; Venizelos sapeva che il suo partito non avrebbe vinto, quindi denunciò le elezioni come illegali. Venizelos perse le elezioni e il nuovo governo fu posto sotto Spyridon Lambros .

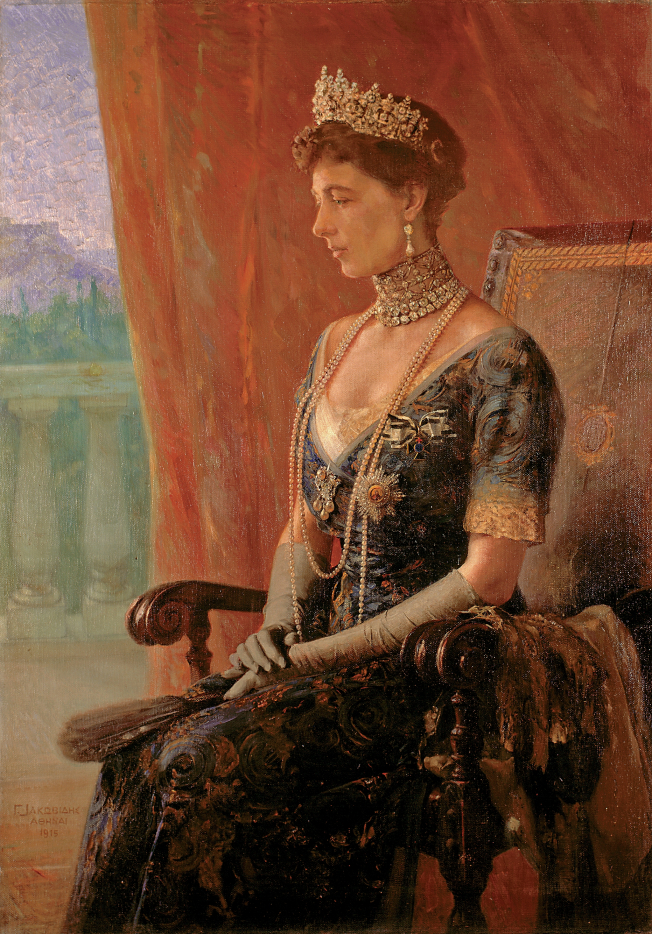
Dipinto della Regina di Grecia.

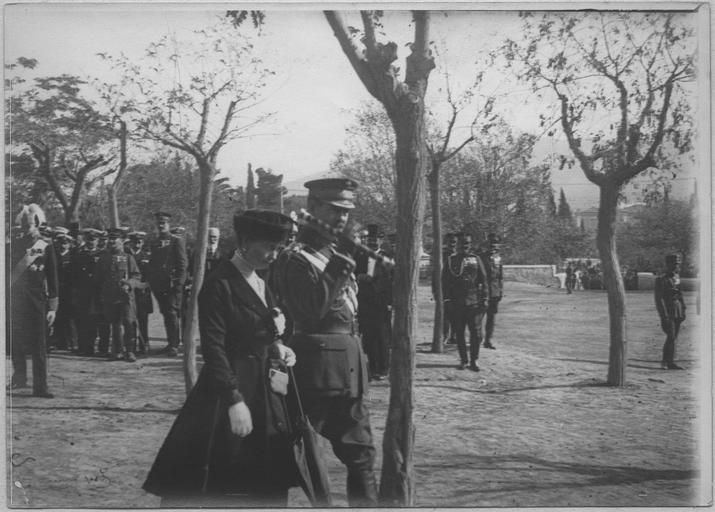
I sovrani greci ad Atene, nel 1916.

Il continuo rifiuto della Grecia di unirsi alla guerra rese la nazione nemica degli Alleati che diffusero propaganda, accusando la Regina ellenica di collaborare con i tedeschi e ci furono numerosi tentativi di assassinio, tra cui un misterioso incendio nella foresta circostante Tatoi, che costò quasi la vita a Sofia ed alla figlia più piccola, Caterina, che aveva due anni. Palazzo Tatoi fu rovinato dall'incendio e diversi membri della famiglia reale, tra cui Costantino, rimasero feriti mentre molti soldati e membri dello staff furono uccisi. L'incidente di Tatoi perseguitò la Regina al punto che iniziò a nutrire risentimento verso gli Alleati e inviò numerosi telegrammi al Kaiser Guglielmo. Venizelos, dopo la sconfitta del suo partito alle elezioni, istituì un Governo provvisorio a Salonicco che diede inizio allo Scisma Nazionale. Nello stesso periodo, gli Alleati aumentarono la pressione sulla Grecia quando una flotta franco-britannica occupò la baia di Salamina, il che significò che Atene fu tagliata fuori e iniziò una carestia. Sofia e la Lega patriottica delle donne greche distribuirono cibo, vestiti, coperte, medicine e latte per i bambini per aiutare ad alleviare le sofferenze. Re Costantino rendendosi conto che la situazione non poteva che peggiorare, alla fine si piegò alle richieste francesi, i quali avevano minacciato di bombardare il Pireo .

#### Esilio

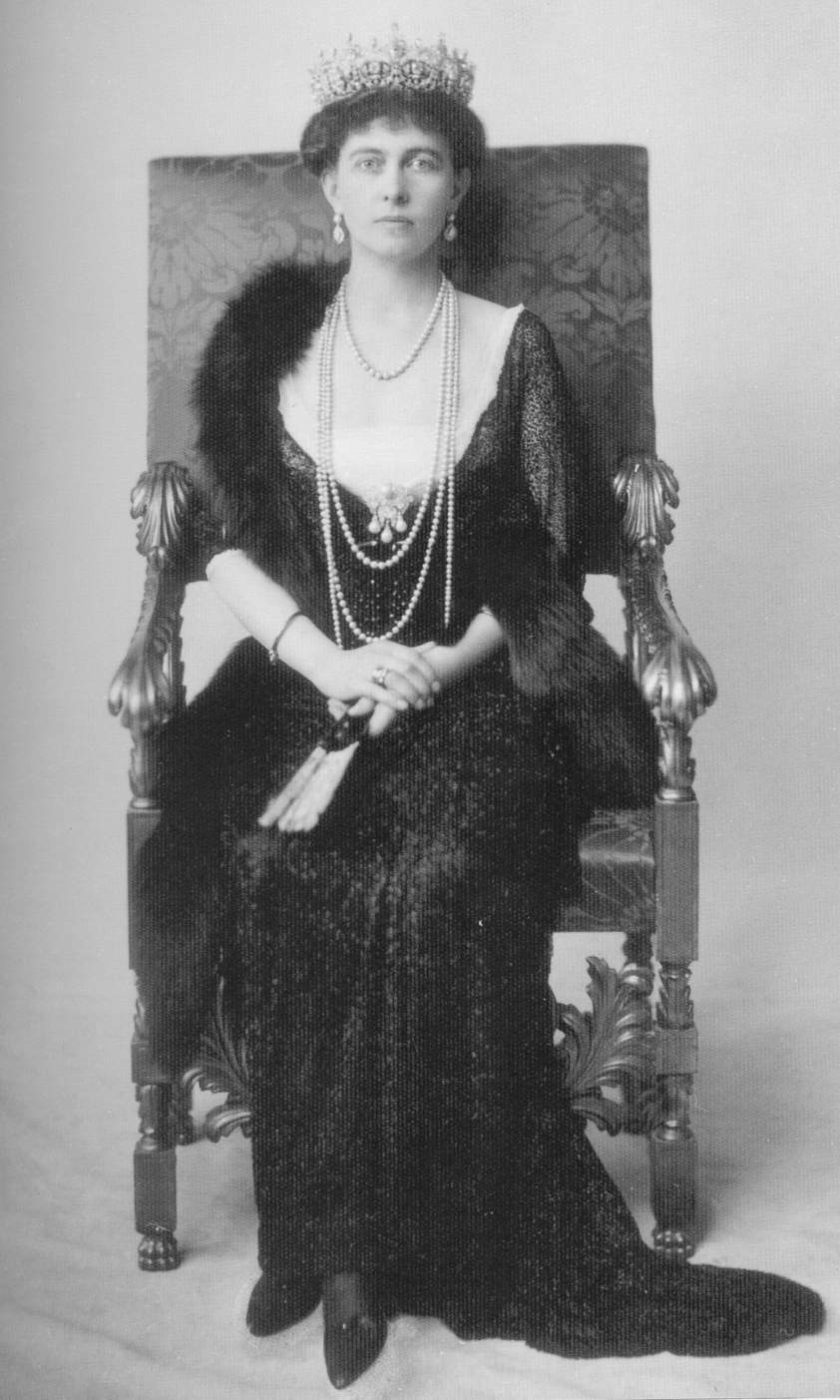
Sofia, regina di Grecia.

Il 10 giugno 1917, l'Alto Commissario alleato chiese al governo greco di esigere l'abdicazione di Costantino e del suo figlio maggiore, Giorgio, in quanto entrambi filo-tedeschi. Costantino I abdicò ed il Parlamento affidò la corona al principe Alessandro, secondogenito dei sovrani. L'11 giugno, la famiglia reale iniziò il suo lungo viaggio da Atene alla Svizzera, stabilendosi tra St. Moritz, Zurigo e Lucerna. Costantino I si ammalò gravemente di influenza spagnola e Sofia fu angosciata quando non le fu permesso di contattare Alessandro, poiché tutte le comunicazioni erano bloccate dal Governo greco. La fine della Grande Guerra, dalla quale la Grecia uscì vittoriosa, non migliorò lo status dei reali in esilio e Sofia fu sconvolta quando Alessandro decise di sposare segretamente una popolana, Aspasia Manos, il 17 novembre 1919. Tuttavia, il matrimonio fu il minore dei problemi della Regina, poiché il figlio Alessandro, dopo essere stato morso da una scimmia, morì di sepsi il 25 ottobre 1920. Quando la Regina venne a conoscenza della malattia del figlio, implorò di poter recarsi ad Atene, ma il permesso le fu negato perché il Governo temeva la popolarità di Sofia tra i lealisti. La sovrana riuscì a ottenere il permesso per sua suocera, la regina Ol'ga, di recarsi ad Atene per stare col nipote, re Alessandro, tuttavia i ritardi dovuti al maltempo fecero sì che arrivasse troppo tardi. Dal momento che fu impedito a Costantino ed a Sofia di partecipare al funerale del figlio, la regina Ol'ga fu l'unica reale presente . 

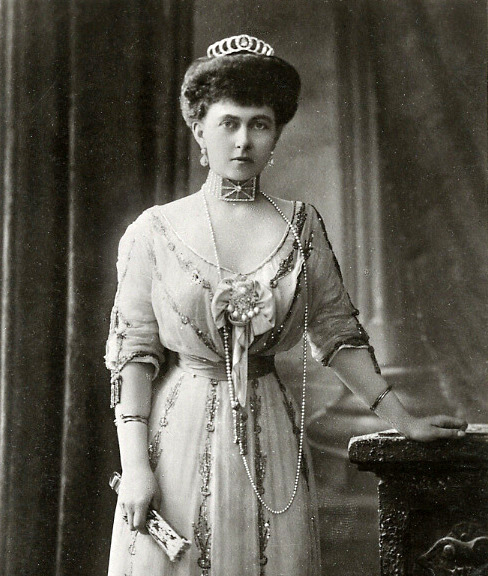
Sofia di Prussia, regina greca.

La morte di Alessandro creò una crisi costituzionale poiché Venizelos, primo ministro, non voleva che re Costantino o il figlio Giorgio tornassero ad Atene, quindi offrì il trono al terzo figlio di Sofia, Paolo, il quale però si rifiutò di accettare a meno che non si tenesse un referendum. La popolarità di Venizelos era in costante declino dopo la guerra e il suo partito fu sconfitto nelle elezioni parlamentari del novembre 1920, il che aprì la strada al ritorno dei sovrani in esilio. Il nuovo Primo Ministro, Dimitrios Rallis, chiese alla regina Olga, vedova di Giorgio I, di assumere la reggenza fino al ritorno del figlio Costantino, che avvenne il 19 dicembre 1920. Il ritorno di Sofia e di Costantino ad Atene fu accolto con grande gioia .

#### Restaurazione

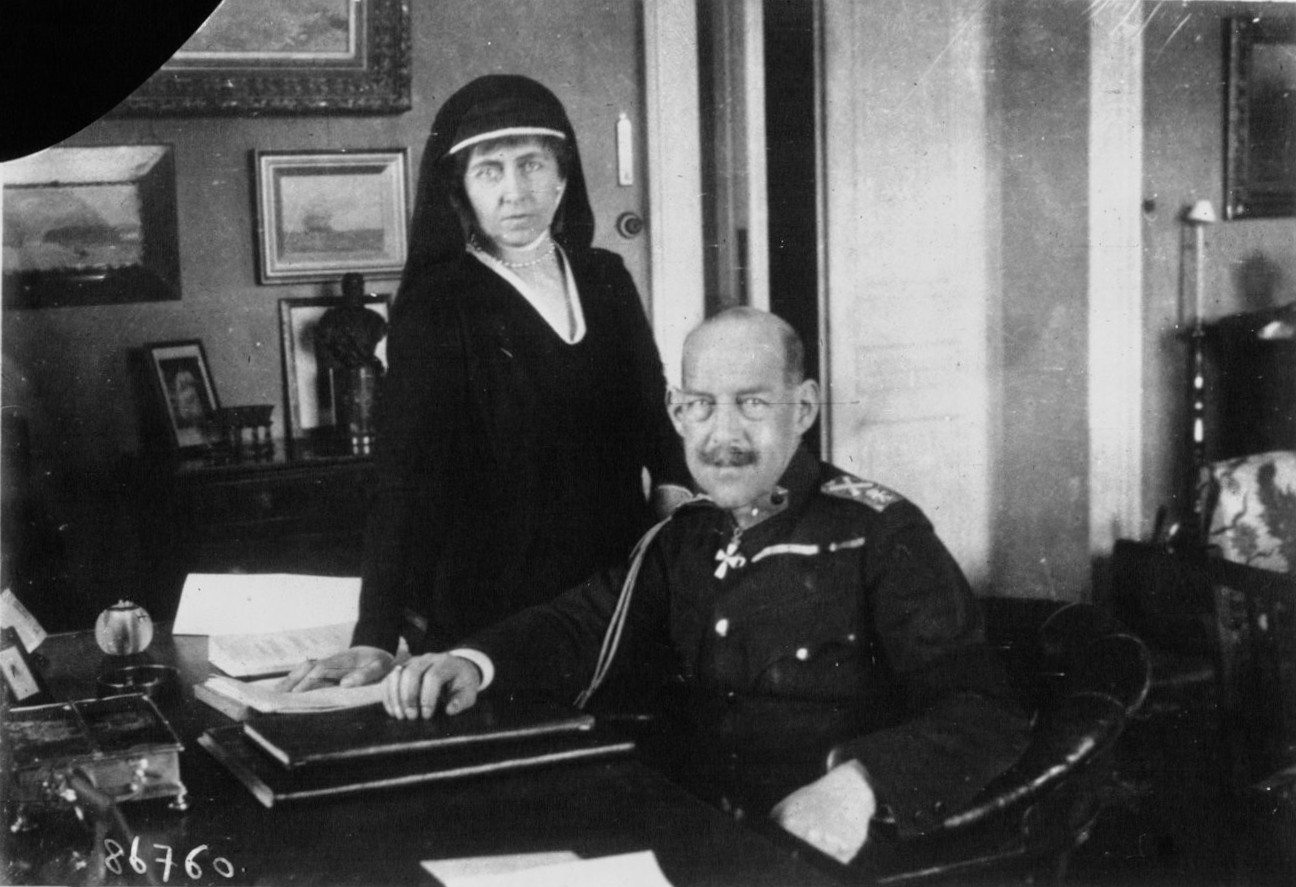
Sofia e Costantino nel 1921.

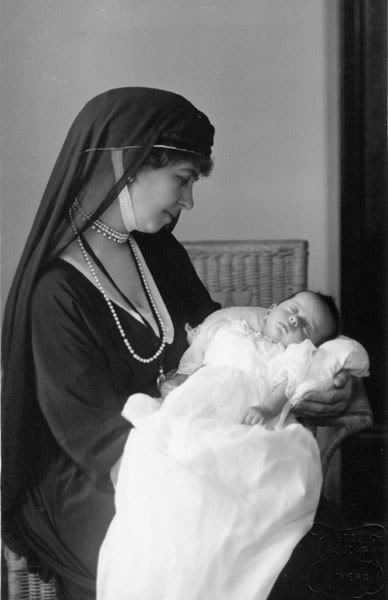
Sofia e la nipote Alessandra.

Durante il loro secondo regno, la Grecia soffrì di instabilità politica ed entrò in un'ulteriore conflitto contro la Turchia; gli ex Alleati non avevano dimenticato il rifiuto dei sovrani di unirsi nella Grande guerra e così non supportarono la nazione ellenica quando si schierò contro gli ottomani. Costantino insistette per recarsi in Anatolia al fine di supportare l'esercito, ma la malattia lo costrinse a tornare ad Atene e questo fu visto come un tradimento. La principale fonte di gioia per Sofia fu l'arrivo della figlia postuma del figlio Alessandro, Alessandra che nacque il 25 marzo 1921. La Regina convinse il marito a darle lo status e i titoli riservati ai membri della Casa reale. Le fu così conferito il trattamento di Altezza reale. Il conflitto contro la Turchia si concluse con una pesante sconfitta per la Grecia, la quale in seguito precipitò in una crisi economica, scoppiata nel settembre 1922. Oltre ai problemi finanziari, la reputazione della monarchia e della famiglia reale peggiorò ulteriormente, dal momento che molti attribuirono la sconfitta al Re ed ai principi reali, come Andrea di Grecia, padre del Duca di Edimburgo. Una fazione dell'Esercito greco chiese l'abdicazione di Costantino e lo scioglimento del Parlamento . 
Costantino abdicò per la seconda volta il 27 settembre 1922 in favore del primogenito che ascese al trono come Giorgio II. Costantino e Sofia lasciarono Atene e di recarono in esilio in Sicilia. Turbato dalla propria seconda abdicazione e dall'esilio, l'ex Re cadde in un profondo stato di depressione che lo lasciò a fissare il vuoto per ore alla volta, così Sofia prese la decisione di trasferirsi a Firenze. Costantino I morì l'11 gennaio 1923, poco prima della loro partenza. L'ex regina lottò per far seppellire i resti del marito nel Cimitero reale di Tatoi, ma il Governo greco rifiutò. Il figlio Giorgio II fu obbligato a lasciare il paese alla fine del 1923 e l'anno successivo, nel 1924, fu deposto e al posto della monarchia, venne instaurata la Seconda repubblica ellenica .

### Morte

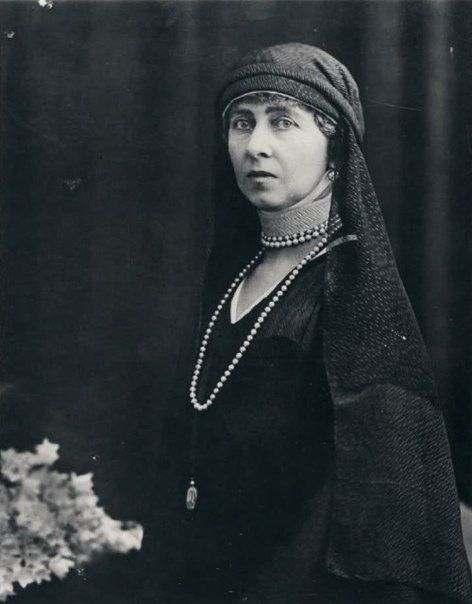
Sofia, regina vedova di Grecia.

Con la proclamazione della Repubblica, la Casa reale fu privata della nazionalità greca ma mantenne il suo status reale di Principi di Danimarca, in quanto discendenti di re Cristiano IX, ricevendo passaporti danesi. Non le fu mai permesso di tornare in Grecia. Scrisse spesso alla sorella Margherita e si rivolse alla fede cristiana per trovare conforto durante i suoi ultimi anni. Nonostante il fatto che lei e Costantino fossero stati ignorati dagli inglesi durante la guerra un decennio prima, per non essersi uniti agli Alleati, Sofia visitò l'Inghilterra per tutti gli anni 1920's. Sfortunatamente, la Regina greca e suo fratello, l'ex Kaiser Guglielmo II, non si riavvicinarono durante questo periodo. La regina Sofia si trasferì in Toscana, a Villa Sparta, con le sue figlie più giovani, Irene e Caterina, poi anche Elena, la nipote Alessandra con la madre Aspasia. 

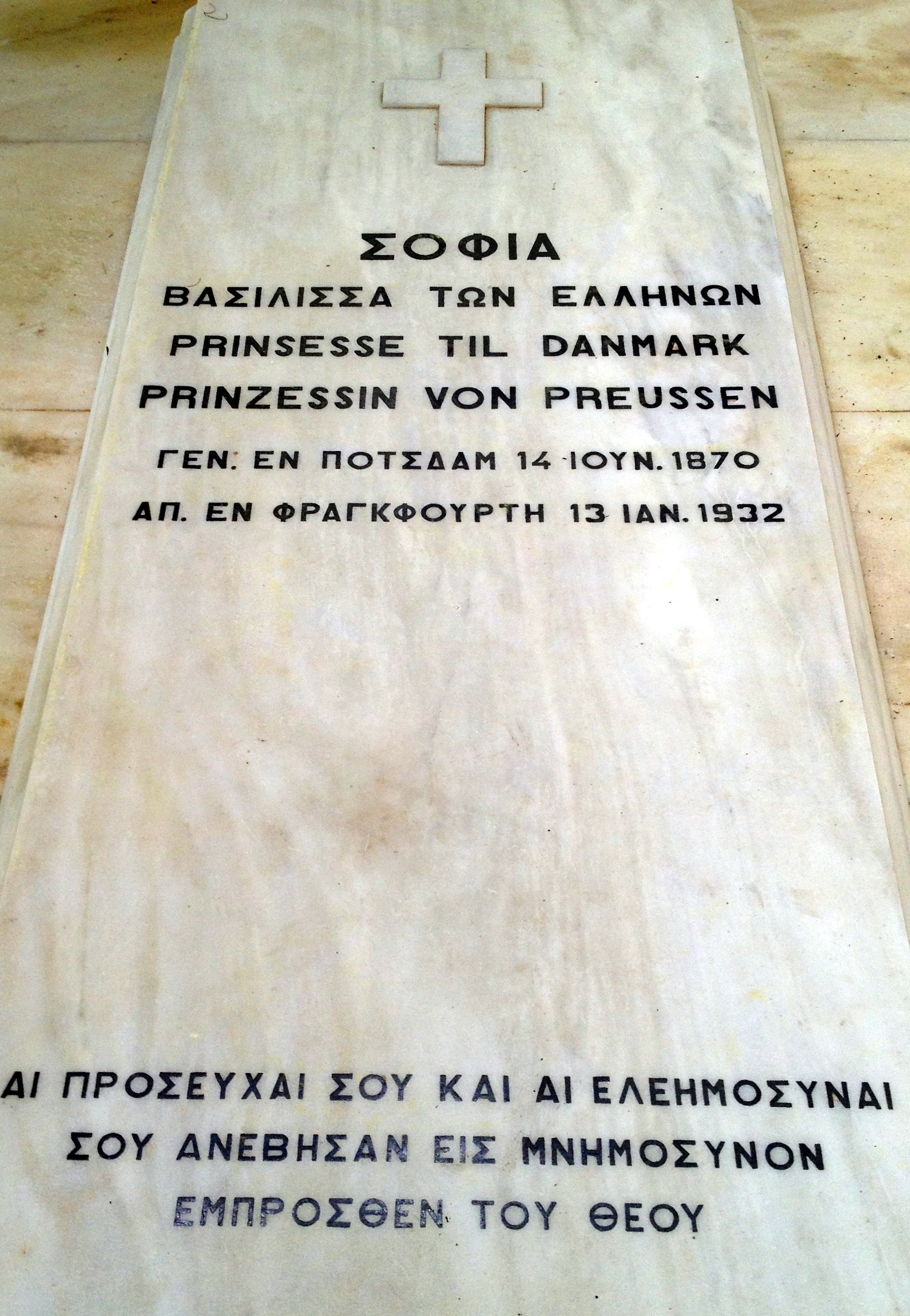
Tomba della regina Sofia, a Tatoi.

Sofia, regina consorte degli Elleni morì il 13 gennaio 1932 a Francoforte; la diagnosi fu cancro ma a lei non fu mai detto che aveva la malattia. Il suo corpo fu inizialmente portato al Castello di Friedrichshof, per poi essere tumulato in una Chiesa ortodossa fiorentina, dove riposavano il marito e la suocera. Quando la monarchia greca fu restaurata nel 1935, re Giorgio II riportò le salme delle regine Ol'ga e Sofia e del re Costantino I di Grecia, venendo tumulato nel Cimitero reale della tenuta Tatoi, dove riposano ancora oggi . La città di Atene le ha dedicato il Viale Vasilissis Sofias. Nel 1936 re Giorgio istituì l'Ordine di Sant'Olga e Santa Sofia, in memoria delle regine Ol'ga e Sofia ed in onore delle sante ortodosse Olga e Sofia.

## Discendenza
Sofia di Prussia e re Costantino I di Grecia ebbero sei figli:
- Giorgio (1890-1947), sposò la principessa Elisabetta di Romania; non ebbero figli e divorziarono nel 1935;
- Alessandro (1893-1920), sposò Aspasia Manos; ebbero una figlia;
- Elena (1896-1982), sposò Carlo II di Romania; ebbero un figlio e divorziarono nel 1928;
- Paolo (1901-1964), sposò Federica di Hannover; ebbero tre figli;
- Irene (1904-1974), sposò Aimone di Savoia, quarto duca d'Aosta; ebbero un figlio;
- Caterina (1913-2007), sposò Richard Brandram; ebbero un figlio.

## Ascendenza
|                                   |                                     |                                                 | Genitori                                        |  |  | Nonni |  |  | Bisnonni                          |  |  | Trisnonni                        |  |
|                                   |                                     |                                                 |                                                 |  |  |       |  |  | Federico Guglielmo III di Prussia |  |  | Federico Guglielmo II di Prussia |  |
|                                   |                                     |                                                 |                                                 |  |  |       |  |  | Federico Guglielmo III di Prussia |  |  | Federico Guglielmo II di Prussia |  |
|                                   |                                     | Federica Luisa d'Assia-Darmstadt                |                                                 |  |  |       |  |  | Federico Guglielmo III di Prussia |  |  |                                  |  |
| Guglielmo I di Germania           |                                     |                                                 |                                                 |  |  |       |  |  | Federico Guglielmo III di Prussia |  |  |                                  |  |
|                                   |                                     | Luisa di Meclemburgo-Strelitz                   | Carlo II di Meclemburgo-Strelitz                |  |  |       |  |  |                                   |  |  |                                  |  |
|                                   |                                     | Luisa di Meclemburgo-Strelitz                   | Carlo II di Meclemburgo-Strelitz                |  |  |       |  |  |                                   |  |  |                                  |  |
|                                   |                                     | Luisa di Meclemburgo-Strelitz                   | Federica Carolina Luisa d'Assia-Darmstadt       |  |  |       |  |  |                                   |  |  |                                  |  |
| Federico III di Germania          |                                     | Luisa di Meclemburgo-Strelitz                   |                                                 |  |  |       |  |  |                                   |  |  |                                  |  |
|                                   |                                     | Carlo Federico di Sassonia-Weimar-Eisenach      | Carlo Augusto di Sassonia-Weimar-Eisenach       |  |  |       |  |  |                                   |  |  |                                  |  |
|                                   |                                     | Carlo Federico di Sassonia-Weimar-Eisenach      | Carlo Augusto di Sassonia-Weimar-Eisenach       |  |  |       |  |  |                                   |  |  |                                  |  |
|                                   |                                     | Carlo Federico di Sassonia-Weimar-Eisenach      | Luisa Augusta d'Assia-Darmstadt                 |  |  |       |  |  |                                   |  |  |                                  |  |
| Augusta di Sassonia-Weimar        |                                     | Carlo Federico di Sassonia-Weimar-Eisenach      |                                                 |  |  |       |  |  |                                   |  |  |                                  |  |
|                                   |                                     | Maria Pavlovna di Russia                        | Paolo I di Russia                               |  |  |       |  |  |                                   |  |  |                                  |  |
|                                   |                                     | Maria Pavlovna di Russia                        | Paolo I di Russia                               |  |  |       |  |  |                                   |  |  |                                  |  |
|                                   |                                     | Maria Pavlovna di Russia                        | Sofia Dorotea di Württemberg                    |  |  |       |  |  |                                   |  |  |                                  |  |
| Sofia di Prussia                  |                                     | Maria Pavlovna di Russia                        |                                                 |  |  |       |  |  |                                   |  |  |                                  |  |
|                                   | Ernesto I di Sassonia-Coburgo-Gotha | Francesco Federico di Sassonia-Coburgo-Saalfeld |                                                 |  |  |       |  |  |                                   |  |  |                                  |  |
|                                   | Ernesto I di Sassonia-Coburgo-Gotha | Francesco Federico di Sassonia-Coburgo-Saalfeld |                                                 |  |  |       |  |  |                                   |  |  |                                  |  |
|                                   | Ernesto I di Sassonia-Coburgo-Gotha | Augusta di Reuss-Ebersdorf                      |                                                 |  |  |       |  |  |                                   |  |  |                                  |  |
| Alberto di Sassonia-Coburgo-Gotha | Ernesto I di Sassonia-Coburgo-Gotha |                                                 |                                                 |  |  |       |  |  |                                   |  |  |                                  |  |
|                                   |                                     | Luisa di Sassonia-Gotha-Altenburg               | Augusto di Sassonia-Gotha-Altenburg             |  |  |       |  |  |                                   |  |  |                                  |  |
|                                   |                                     | Luisa di Sassonia-Gotha-Altenburg               | Augusto di Sassonia-Gotha-Altenburg             |  |  |       |  |  |                                   |  |  |                                  |  |
|                                   |                                     | Luisa di Sassonia-Gotha-Altenburg               | Luisa Carlotta di Meclemburgo-Schwerin          |  |  |       |  |  |                                   |  |  |                                  |  |
| Vittoria di Gran Bretagna         |                                     | Luisa di Sassonia-Gotha-Altenburg               |                                                 |  |  |       |  |  |                                   |  |  |                                  |  |
|                                   |                                     | Edoardo Augusto di Hannover                     | Giorgio III del Regno Unito                     |  |  |       |  |  |                                   |  |  |                                  |  |
|                                   |                                     | Edoardo Augusto di Hannover                     | Giorgio III del Regno Unito                     |  |  |       |  |  |                                   |  |  |                                  |  |
|                                   |                                     | Edoardo Augusto di Hannover                     | Carlotta di Meclemburgo-Strelitz                |  |  |       |  |  |                                   |  |  |                                  |  |
| Vittoria del Regno Unito          |                                     | Edoardo Augusto di Hannover                     |                                                 |  |  |       |  |  |                                   |  |  |                                  |  |
|                                   |                                     | Vittoria di Sassonia-Coburgo-Saalfeld           | Francesco Federico di Sassonia-Coburgo-Saalfeld |  |  |       |  |  |                                   |  |  |                                  |  |
|                                   |                                     | Vittoria di Sassonia-Coburgo-Saalfeld           | Francesco Federico di Sassonia-Coburgo-Saalfeld |  |  |       |  |  |                                   |  |  |                                  |  |
|                                   |                                     | Vittoria di Sassonia-Coburgo-Saalfeld           | Augusta di Reuss-Ebersdorf                      |  |  |       |  |  |                                   |  |  |                                  |  |
|                                   |                                     | Vittoria di Sassonia-Coburgo-Saalfeld           |                                                 |  |  |       |  |  |                                   |  |  |                                  |  |

## Titoli e trattamento
- 14 giugno 1870 - 27 ottobre 1889; Sua Altezza reale, la Principessa Sofia di Prussia
- 27 ottobre 1889 - 18 marzo 1913; Sua Altezza reale, la Principessa ereditaria di Grecia, Duchessa di Sparta
- 18 marzo 1913 - 27 settembre 1922; Sua Maestà, la Regina di Grecia